# Gungu
Gungu är en ort i Kongo-Kinshasa. Den ligger i provinsen Kwilu, i den sydvästra delen av landet, 500 km öster om huvudstaden Kinshasa.